# جيمس دبليو. روبنسون جونيور
جيمس دبليو. روبنسون جونيور (بالإنجليزية: James W. Robinson, Jr.)‏ هو عسكري أمريكي، ولد في 30 أغسطس 1940 في هينديل في الولايات المتحدة، وتوفي في 11 أبريل 1966 في فيتنام الجنوبية.